# Хемелцен
Хемелцен (њем. Hemmelzen) општина је у њемачкој савезној држави Рајна-Палатинат. Једно је од 119 општинских средишта округа Алтенкирхен (Вестервалд). Према процјени из 2010. у општини је живјело 218 становника. Посједује регионалну шифру (AGS) 7132049.

## Географски и демографски подаци
Хемелцен се налази у савезној држави Рајна-Палатинат у округу Алтенкирхен (Вестервалд). Општина се налази на надморској висини од 220 метара. Површина општине износи 2,8 km². У самом мјесту је, према процјени из 2010. године, живјело 218 становника. Просјечна густина становништва износи 77 становника/km².